# 미노다니촌
미노다니촌(蓑谷村)은 도야마현 히가시토나미군에 설치되었던 촌이다. 현재의 난토시에 해당한다.